# Burikko
Burikko (ぶりっ子 (Giả nai) thỉnh thoảng được viết Burriko trong tiếng Anh) là một thuật ngữ tiếng Nhật xúc phạm về một phong cách thể hiện và thái độ cá nhân mà được cho là trẻ con giả tạo và dễ thương thái quá. Thuật ngữ này đã được tạo ra trong thập niên 1980, đôi khi được cho là đề xướng từ diễn viên hài Kuniko Yamada, mặc dù thời điểm sáng tạo chính xác của thuật ngữ chưa rõ ràng. Phong cách burikko thường được gắn kết với các thần tượng Nhật Bản vào thập niên 1980 như Matsuda Seiko. Burikko cũng được gắn kết với khái niệm kawaii (かわいい (dễ thương)) của Nhật Bản, trở thành phần quan trọng trong văn hóa Nhật Bản hiện đại. Burikko không phải là một phong cách hoặc tình trạng thể chất, nhưng lại là một phương thức tình huống được phụ nữ sử dụng để che giấu bản thân, đặc biệt là tính dục của một người. Điều này được nhấn mạnh trong cụm từ phổ biến burikko suru (làm giống burikko).

## Đặc điểm
Burikko là thể hiện tính dễ thương cùng với một phong cách trẻ con đi kèm đồng thời. Burikko bao gồm "ý tưởng về một sự yếu duối, phục tùng và vẻ ngoài dễ thương của một cô gái trẻ". Các hành vi được gắn kết với burikko bao gồm "viết mèo con" (koneko ji, một dạng chữ viết tay có nhiều ký hiệu dễ thương) cùng với các hình thức nói chuyện của em bé "nghe giống như trẻ em đang học nói". Theo cách nói giống trẻ con này, mọi người có thể tự gọi tên của chính bản thân họ như thể họ đang nói về một người thứ ba. Burikko cũng có thể bao gồm một cách phát âm giọng mũi, tông giọng cao, cụm từ hài hước hoặc nhẹ nhàng, các trường phái kiểu cách như che miệng khi mỉm cười. Từ vựng cũng sẽ truyền đạt burikko bằng cách sử dụng giai điệu, từ vựng bài hát hoặc từ tượng thanh. Các ví dụ gồm otete thay vì te đối với bàn tay, katchoi thay vì kakkoii đối với cool, wanwan "woof-woof" đối với chó. Burikko cũng có thể dùng các hậu tố chỉ người được thêm vào danh từ, ví dụ như takuchan "Mr. Little Taxi" thay vì takushii đối với tắc xi. Burikko cũng thường được khơi gợi otoko no mae "trước mặt đàn ông" như là một phương thức để truyền đạt sự yếu đuối và tôn kính.

## Tranh cãi
Theo góc nhìn của Laura Miller, burikko đã trở nên có vấn đề trong những phạm vi mà thuật ngữ đại diện cho 'phụ nữ trẻ' khi bổ sung một nghĩa bóng tiêu cực và giả tạo đối với các hành vi của họ. Laura Miller khẳng định rằng mặc dù đàn ông có thể phàn nàn về burikko và gắn mắc cho những người thể hiện nó là giả tạo, đàn ông có thể vẫn đánh giá cao và ủng hộ ý nghĩa xã hội mà burikko đem đến, định vị phụ nữ dưới quyền đàn ông trong các thuật ngữ về sức mạnh và quyền lực. Điều này tạo ra một song đề tiến thoái lưỡng nan 'thật đáng ghét nếu cô ấy làm, thật đáng ghét nếu cô ấy không làm' đối với những phụ nữ trẻ mong muốn biểu lộ sự chân thành và mong muốn thăng tiến trong quan điểm Miller được coi là một xã hội do nam giới thống trị.